# 180年
| 千纪： | 1千纪                                                                                           |
| 世纪： | 1世纪 \| 2世纪 \| 3世纪                                                                         |
| 年代： | 150年代 \| 160年代 \| 170年代 \| 180年代 \| 190年代 \| 200年代 \| 210年代                       |
| 年份： | 175年 \| 176年 \| 177年 \| 178年 \| 179年 \| 180年 \| 181年 \| 182年 \| 183年 \| 184年 \| 185年 |
| 纪年： | 庚申年（猴年）；东汉光和三年                                                                    |

## 大事记
- 中國
  - 汉灵帝公主万年公主于此年册封。母亲为马贵人，马贵人早卒。史载甚少。[1]

- 羅馬帝國
  - 日耳曼夸迪人部落为禁卫军长官（praefectus praetorio）Tarutenius Paternus所逐至西部日耳曼尼亚内陆，为对日耳曼部落之决定性胜利。
  - 3月17日 - 皇帝马可·奥勒留久病数月后崩于文多波纳（Vindobona，今维也纳）之营地。其子康茂德即位，时年18岁。
  - 五賢帝時代結束。
  - 康茂德放棄父親马可·奥勒留將波希米亞併入帝國行省的方針，與敵人和談後，率領軍隊回到羅馬城，並在多瑙河岸設立4英里寬的緩衝區。
  - 马可奥勒留圆柱在罗马开始建设。圓柱上雕有上述對誇迪人之勝利。
  - 尼格拉城門在日耳曼尼亞的特裡爾建成。
  - 哈德良长城外的北布立吞人入侵今英格兰北部，致使皇帝康茂德收紧北部城市以建设城墙。
  - 180年 - 395年為羅馬帝國晚期。

- 歐洲
  - 哥特人抵達黑海沿岸。

- 大洋洲
  - 陶波湖噴發，其火山灰飄至中國及歐洲。

- 其他
  - 希腊医学家盖伦发表著作《医师指津》（Methodus Medendo），书中描述了瘫痪与脊髓断裂的关系。
  - 盖伦最著名的著作《卫生学》发表。
  - 7月17日 - 十二名努米底亚西利乌姆城（Scillium）基督徒（七男五女）于迦太基被处决，其原因为他们拒绝向皇帝宣誓效忠。他们被称为西拉諸殉教士（Scillitan Martyrs）。
  - 康茂德設祆教神米特拉為官方崇拜。

## 各国领袖

### 非洲
- 库施
  - 国王：Aritenyesbokhe（175年－190年）

### 亚洲
- 中国
  - 东汉：
    - 皇帝：汉灵帝（168年－189年）
- 朝鲜
  - 百济：
    - 国王：肖古王（166年－214年）

  - 高句丽：
    - 国王：故国川王（179年－197年）

  - 新罗：
    - 国王：阿达罗尼师今（154年－184年）

### 欧洲
- 高加索伊比里亚
  - 国王：法斯曼三世（145年－185年）
- 罗马帝国
  - 皇帝：康茂德（177年－192年）

### 中东
- 奥斯若恩
  - 国王：Abgar IX（177年－212年）
- 安息
  - 国王：沃洛吉斯四世（147年－191年）

## 出生
- 司馬孚（180年－272年）司馬懿的三弟，92岁。
- 尤利亞·索艾米亞斯（180年－222年）皇帝埃拉伽巴路斯的母亲，42岁。
- 劉廙（180年－221年）漢末三國時曹魏政治家，41岁。
- 霍峻（180年－219年）汉末時期刘备部将，39岁。

## 逝世
- 馬可·奧勒留 （121年4月26日－180年3月17日）59岁，羅馬皇帝。
- 格利烏斯 （？—180年？），拉丁作家及語法學家，《阿提卡之夜》的作者。
- 蓋烏斯（法學家）（約130年—180年，50岁）
- 琉善（約120年—180年，60岁），希臘語諷刺作家。

## 脚注
1. ↑  《后汉书·卷十下·皇后纪第十下》：“皇女某，光和三年封万年公主。灵帝一女。”